# Институт высокомолекулярных соединений
Институт высокомолекулярных соединений Российской академии наук (в настоящее время филиал Петербургского института ядерной физики им. Б. П. Константинова Национального исследовательского центра «Курчатовский институт» — Институт высокомолекулярных соединений) расположен в Санкт-Петербурге. Основан в 1948 году с целью проведения фундаментальных теоретических и экспериментальных исследований в области химии, физической химии и физики высокомолекулярных соединений. Основателем и первым директором института был член-корреспондент АН СССР Сергей Николаевич Ушаков. В настоящее время руководит институтом доктор химических наук Александр Вадимович Якиманский.
Главное здание института находится на углу Большого проспекта Васильевского острова (д. 31) и 9-й линии (д. 14). Здание построено в 1956—1962 годах (арх. Б. М. Серебровский и П. И. Трубников) на месте дома, в котором в 1765—1769 годах жил писатель, поэт, театральный деятель России Александр Петрович Сумароков, о чём гласит установленная в 1992 году мемориальная доска. Ещё две мемориальных доски посвящены основателю института С. Н. Ушакову и работавшему здесь в 1962—1967 годах учёному-химику А. А. Короткову, изобретателю новых промышленных видов синтетического каучука.
С февраля 2023 года полномочия учредителя ИВС РАН исполняет НИЦ «Курчатовский институт». В декабре 2023 года ИВС РАН реорганизован в форме присоединения к Петербургскому институту ядерной физики им. Б. П. Константинова. Реорганизация завершена 5 августа 2024 года.

## Дирекция
Источник
- Директор: доктор химических наук Александр Вадимович Якиманский
  - Зам. директора по научной работе: кандидат физико-математических наук Сергей Владимирович Ларин
- Научный руководитель института: член-корреспондент РАН, доктор химических наук, профессор Евгений Фёдорович Панарин